# یوداپو
یوداپو (به لاتین: Udappu) یک منطقهٔ مسکونی در سری‌لانکا است که در استان شمال غربی، سری‌لانکا واقع شده‌است.